# Cimeira de Washington de 2024
A Cimeira de Washington de 2024 (português europeu) ou Cúpula de Washington de 2024 (português brasileiro), também referida como 37ª Cimeira da NATO (português europeu) ou 37ª Reunião de Cúpula da OTAN (português brasileiro), foi uma reunião dos chefes de governo dos Estados-membros da Organização do Tratado do Atlântico Norte realizada em Washington, D.C., capital e centro político e cultural dos Estados Unidos de 9 a 11 de julho de 2024. O evento marcou a quarta reunião de cúpula desde a retomada de encontros pessoais da organização após a pandemia de COVID-19. Nos meses de preparação para o evento, analistas internacionais especularam que os líderes participantes provavelmente discutiriam temas de amplo impacto na geopolítica mundial como negociações e alianças referentes à Guerra Russo-Ucraniana, as ofensivas entre Israel, Hamas e Irão e a insistência do governo norte-coreano em prosseguir com seu programa nuclear.

## Antecedentes
A Cimeira de Washington de 2024 sucede a Cimeira de Vilnius de 2023, realizada entre 11 e 12 de julho de 2023 na capital da Letónia. O país havia sido escolhido como sede da cimeira como representação do interesse estratégico da organização em focar seus esforços para a região dos Países Bálticos. Durante o evento, os líderes de onze delegações presentes concordaram em fornecer suprimentos e treinamento de caças F-16 à Força Aérea da Ucrânia. Entretanto, os países-membros alertaram que não aceitaram os planos de adesão da Ucrânia à OTAN até a resolução definitiva da Guerra Russo-Ucraniana de forma a evitar uma intensificação da ofensiva russa. Poucos meses antes da cimeira, o Presidente da Turquia Recep Tayyip Erdoğan declarou que tinha visões positivas sobre a possível entrada da Finlândia na organização, o que veio a ser efetivado em março daquele ano. Por outro lado, o governo turco manteve sua oposição à adesão da Suécia citando os polêmicos casos de queima pública do Alcorão ocorridos em Estocolmo em janeiro. Entretanto, a Suécia acabou sendo aprovada para entrada na OTAN após extensas negociações entre Hungria e Turquia e sob forte protesto de porta-vozes do governo russo que alertaram para uma escalada no conflito.
Em maio de 2024, fontes da Casa Branca confirmaram que a cimeira terá como tema "Ucrânia e segurança transatlântica", tendo como foco principal de discussões a elaboração de uma resposta conjunta da organização aos recentes conflitos internacionais. Segundo a Administração Biden, a comunidade internacional têm enfrentado crescentes "ameaças à paz e democracia", especialmente o conflito entre Rússia e Ucrânia e o fortalecimento das alianças militares russo-norte-coreanas nos meses anteriores ao evento. Em janeiro de 2024, durante uma reunião com o Secretariado-Geral da organização, o Conselheiro de Segurança Nacional estadunidense Jake Sullivan afirmou que a cimeira terá como objetivo paralelo incentivar a produção e reafirmar o compromisso de defesa mútua entre os Estados-membros.

## Participantes

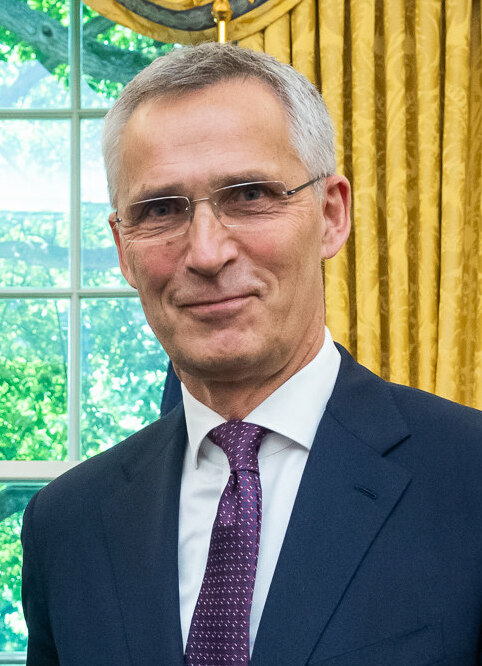
OTAN Jens Stoltenberg[33], Secretário-geral
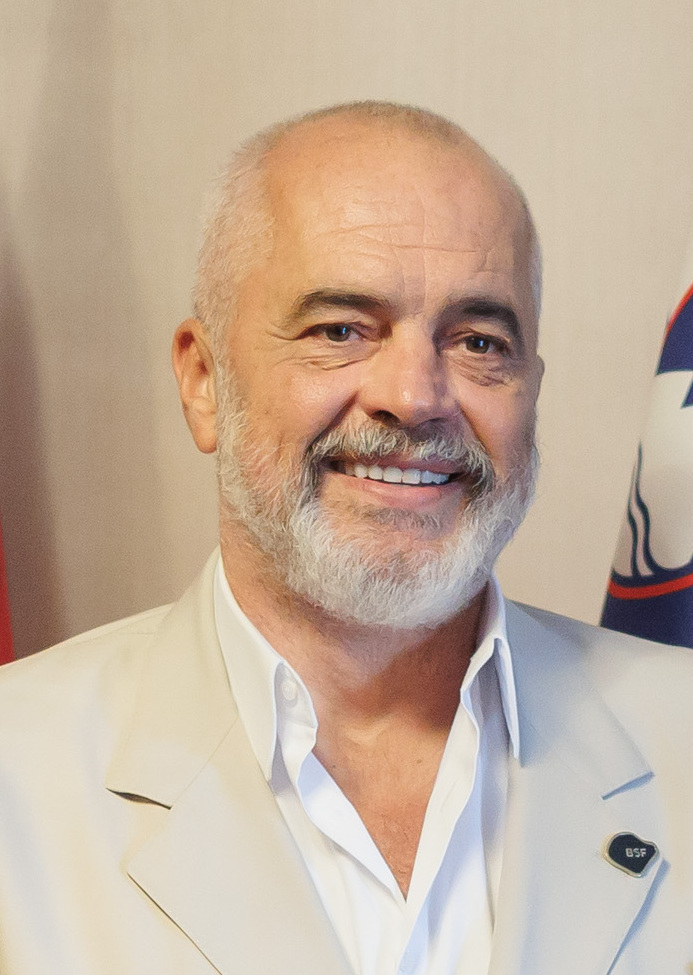
Albânia Edi Rama, Primeiro-ministro
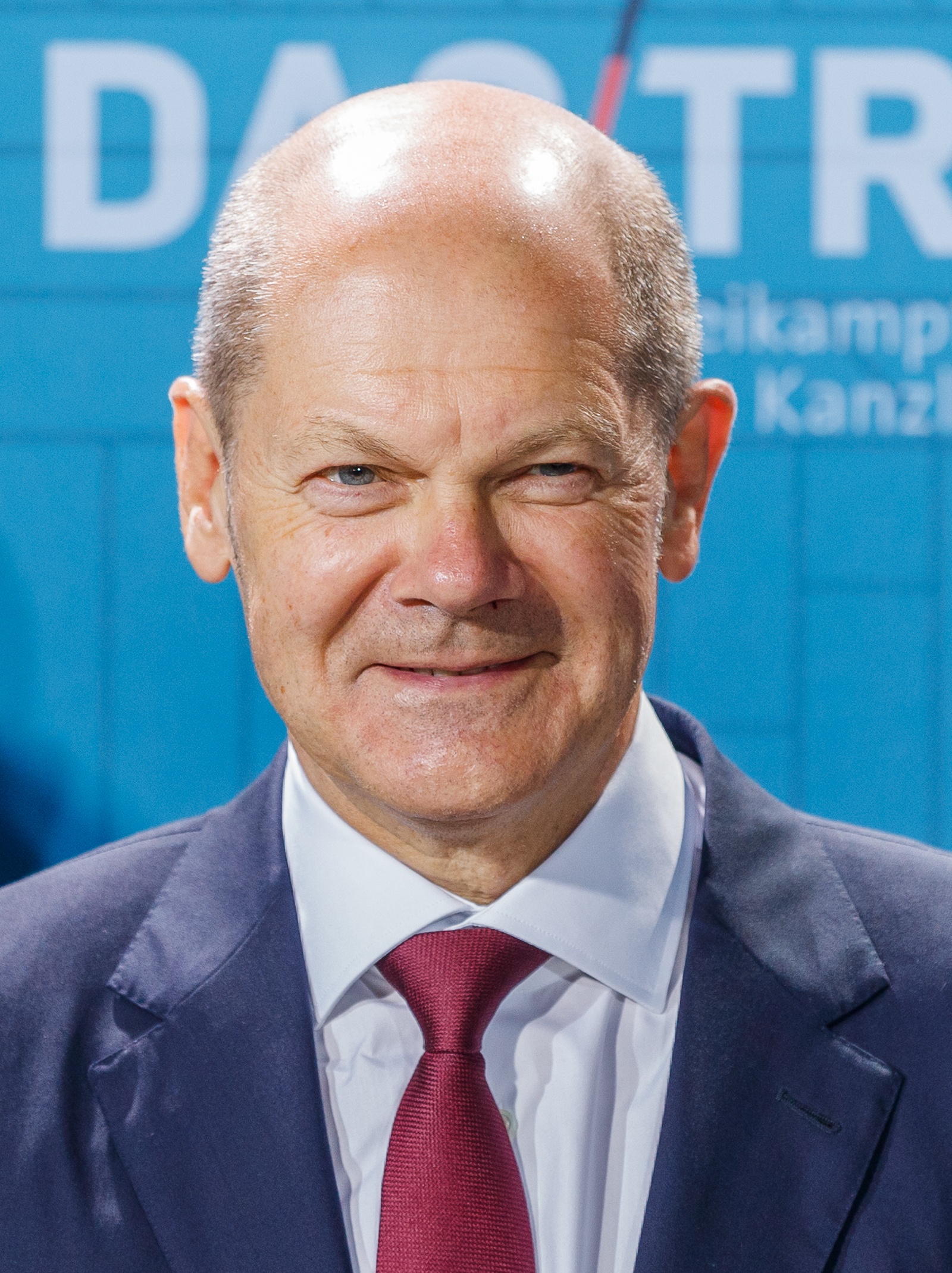
Alemanha Olaf Scholz, chanceler
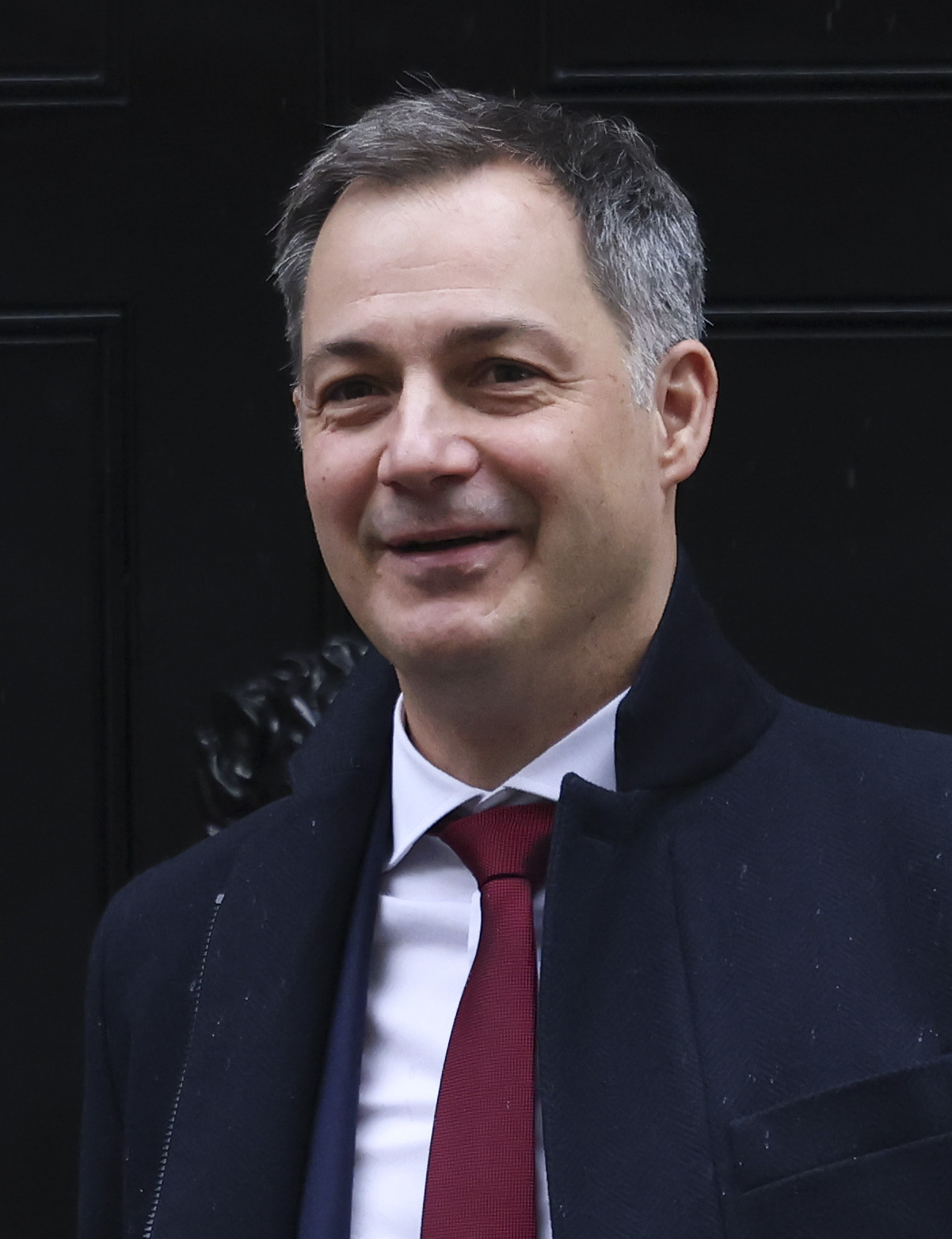
Bélgica Alexander De Croo, Primeiro-ministro[a]
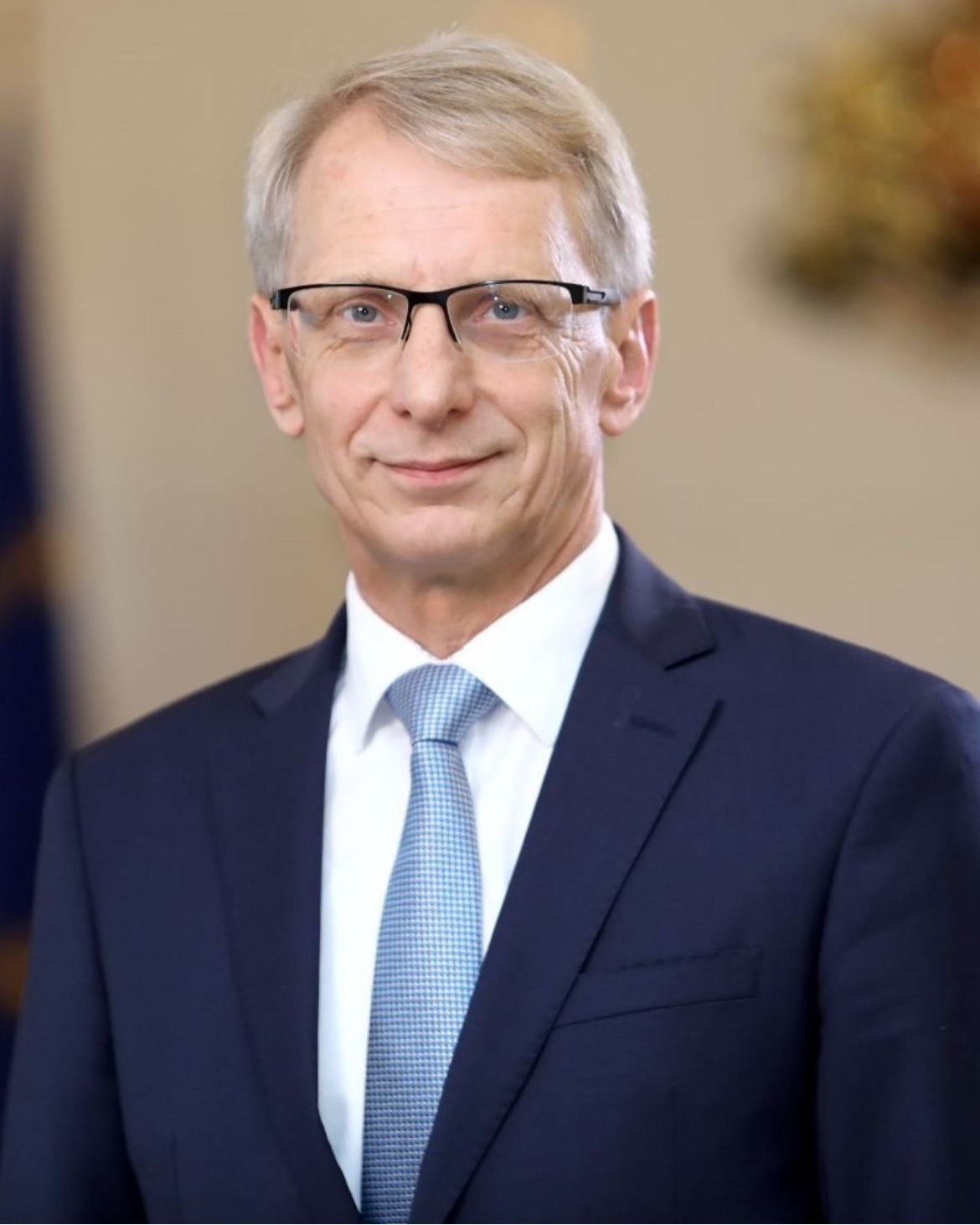
Bulgária Nikolai Denkov, Primeiro-ministro
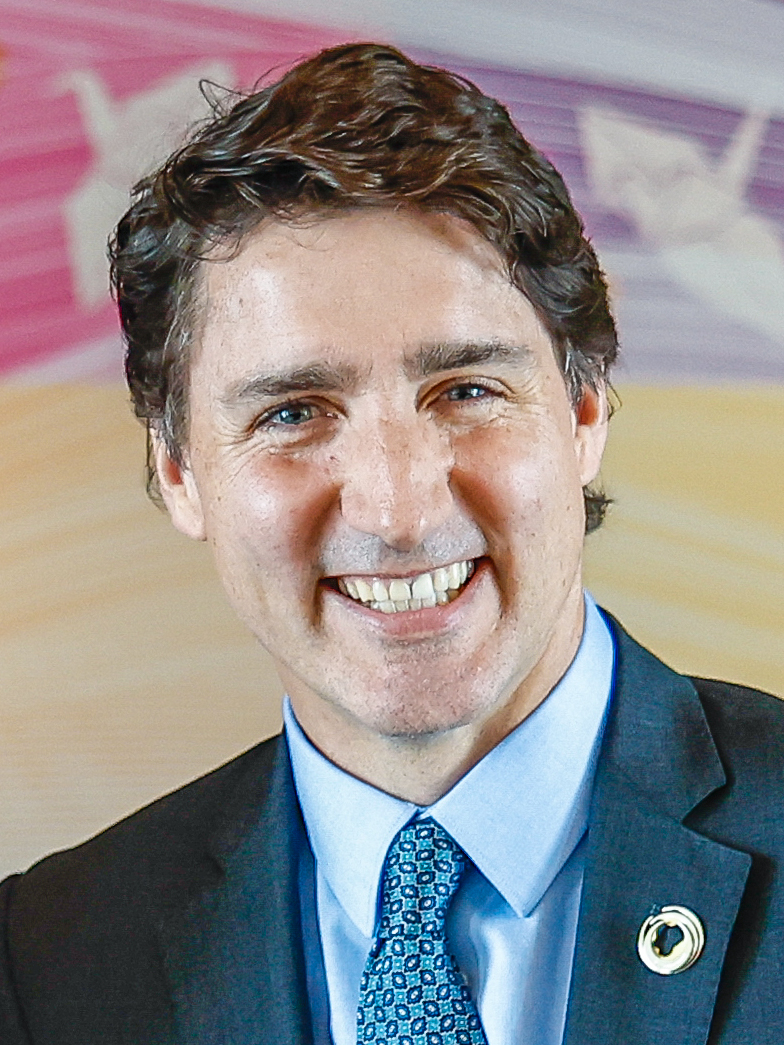
Canadá Justin Trudeau, Primeiro-ministro
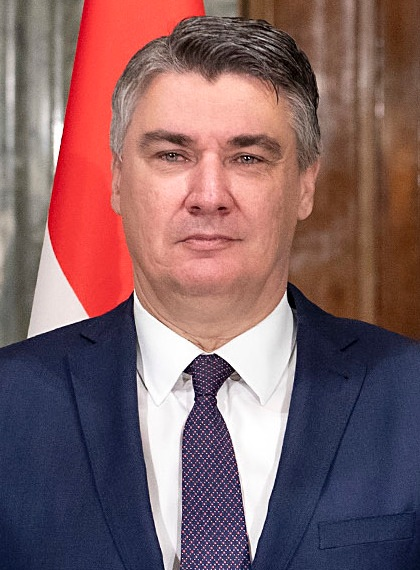
Croácia Zoran Milanović, Presidente
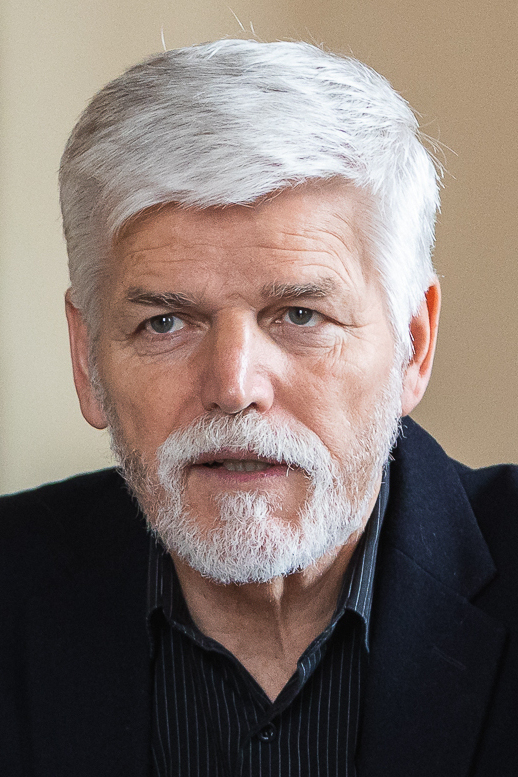
Chéquia Petr Pavel, Presidente
Dinamarca Mette Frederiksen, Primeira-ministra
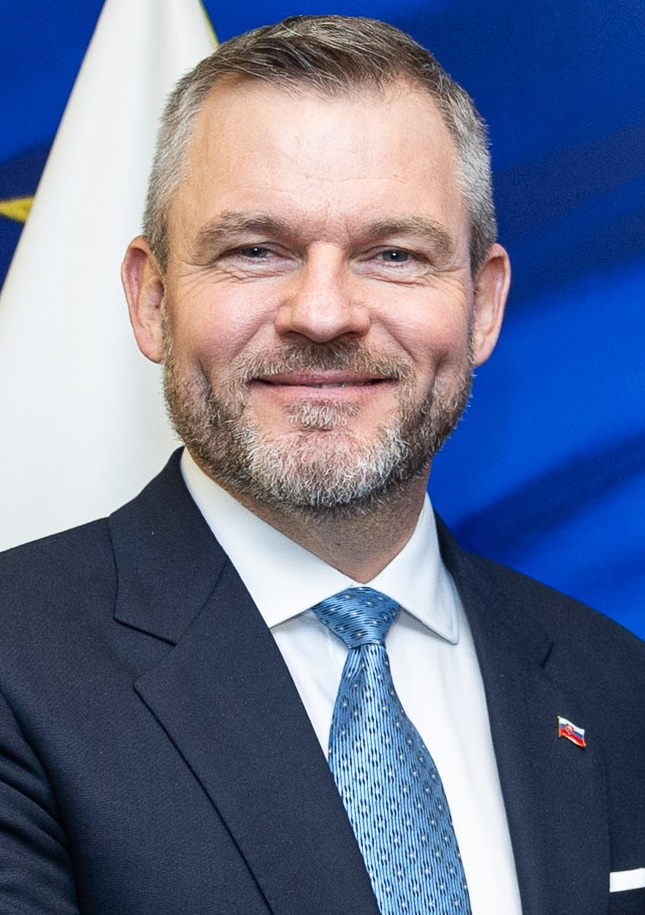
Eslováquia Peter Pellegrini, Presidente
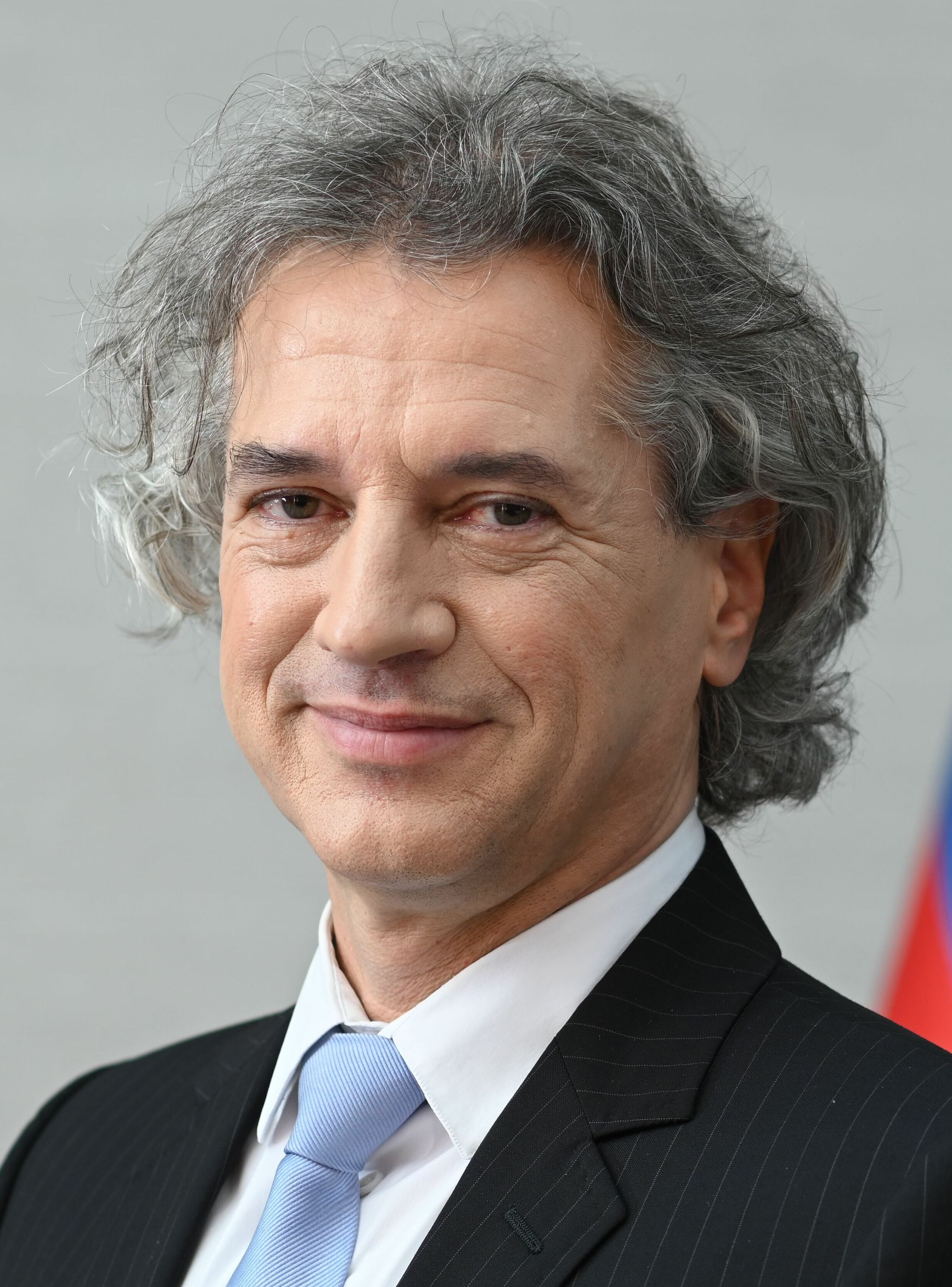
Eslovênia Robert Golob, Primeiro-ministro
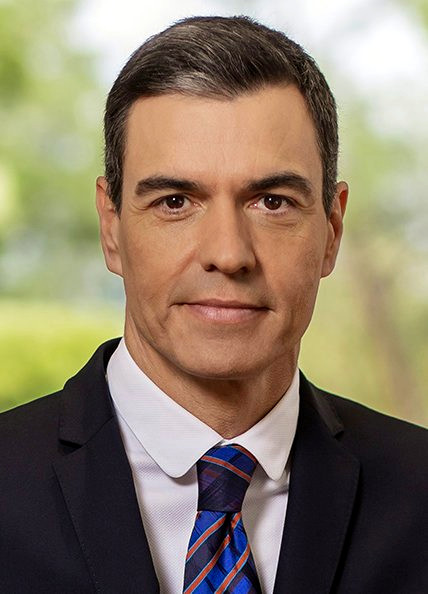
Espanha Pedro Sánchez[36], Presidente do Governo
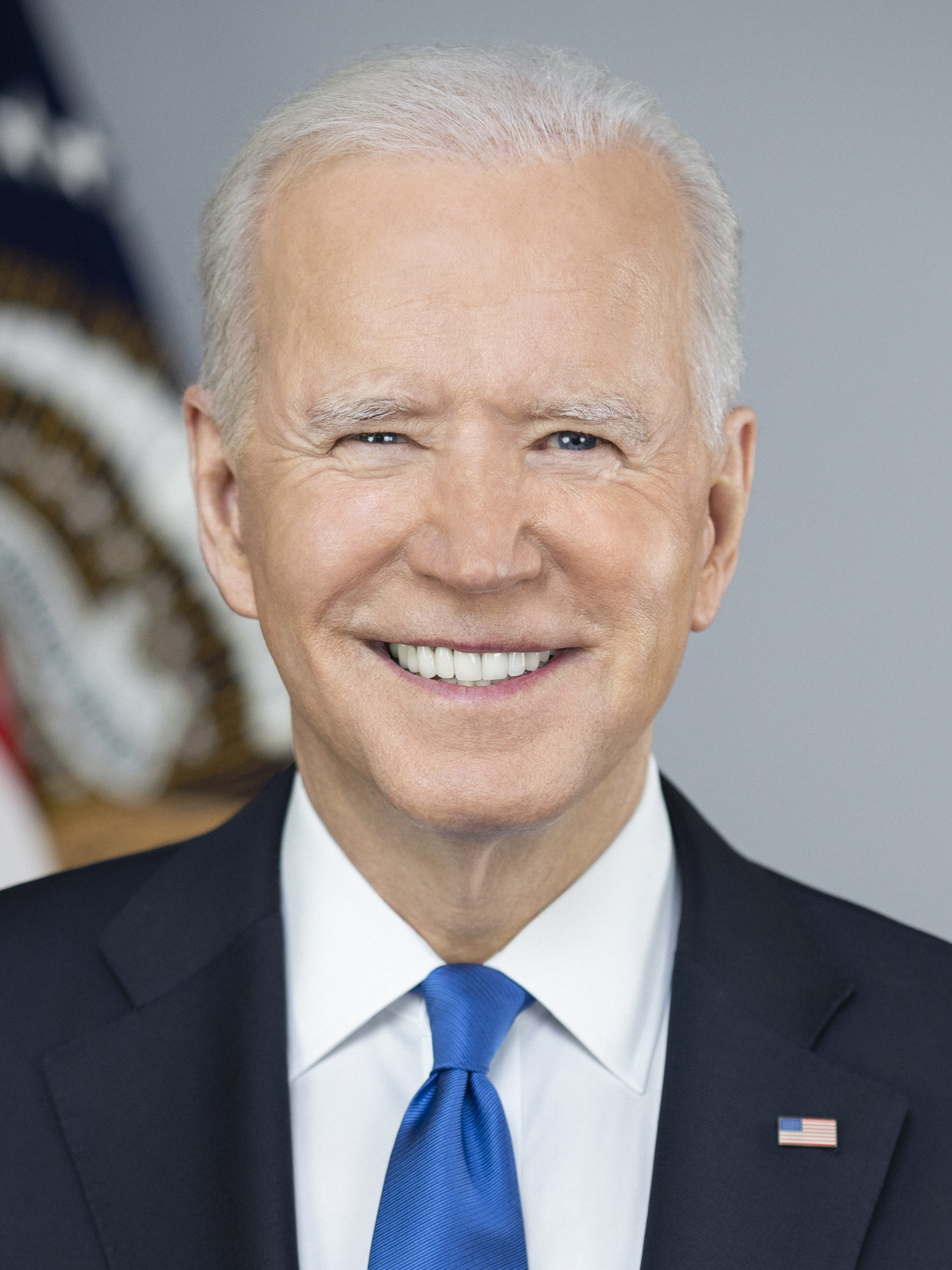
Estados Unidos Joe Biden, Presidente
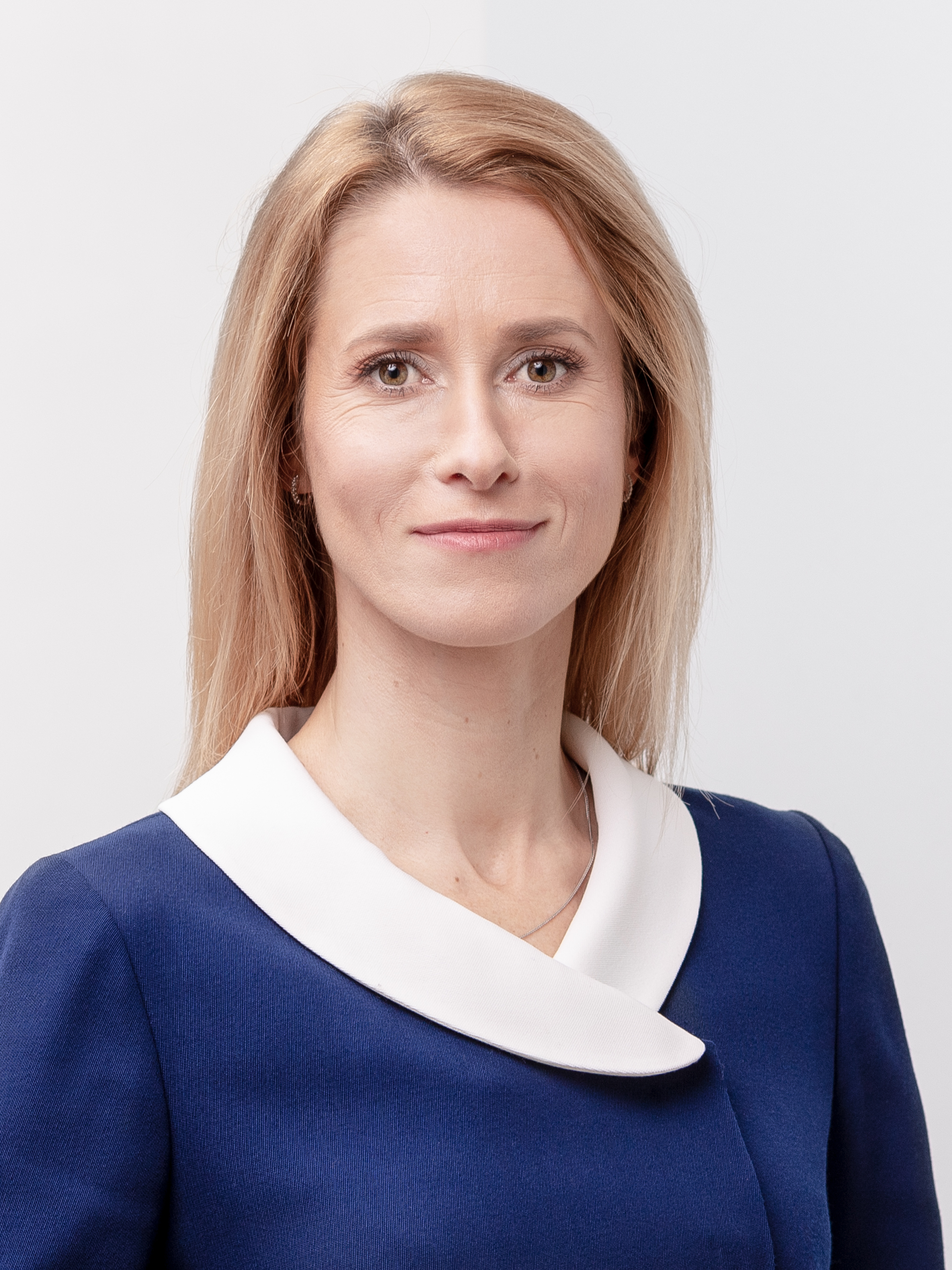
Estónia Kaja Kallas, Primeira-ministra
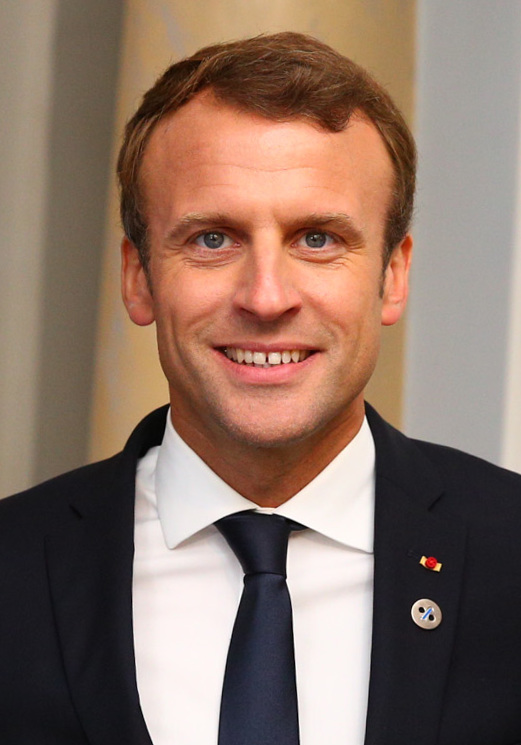
França Emmanuel Macron, presidente
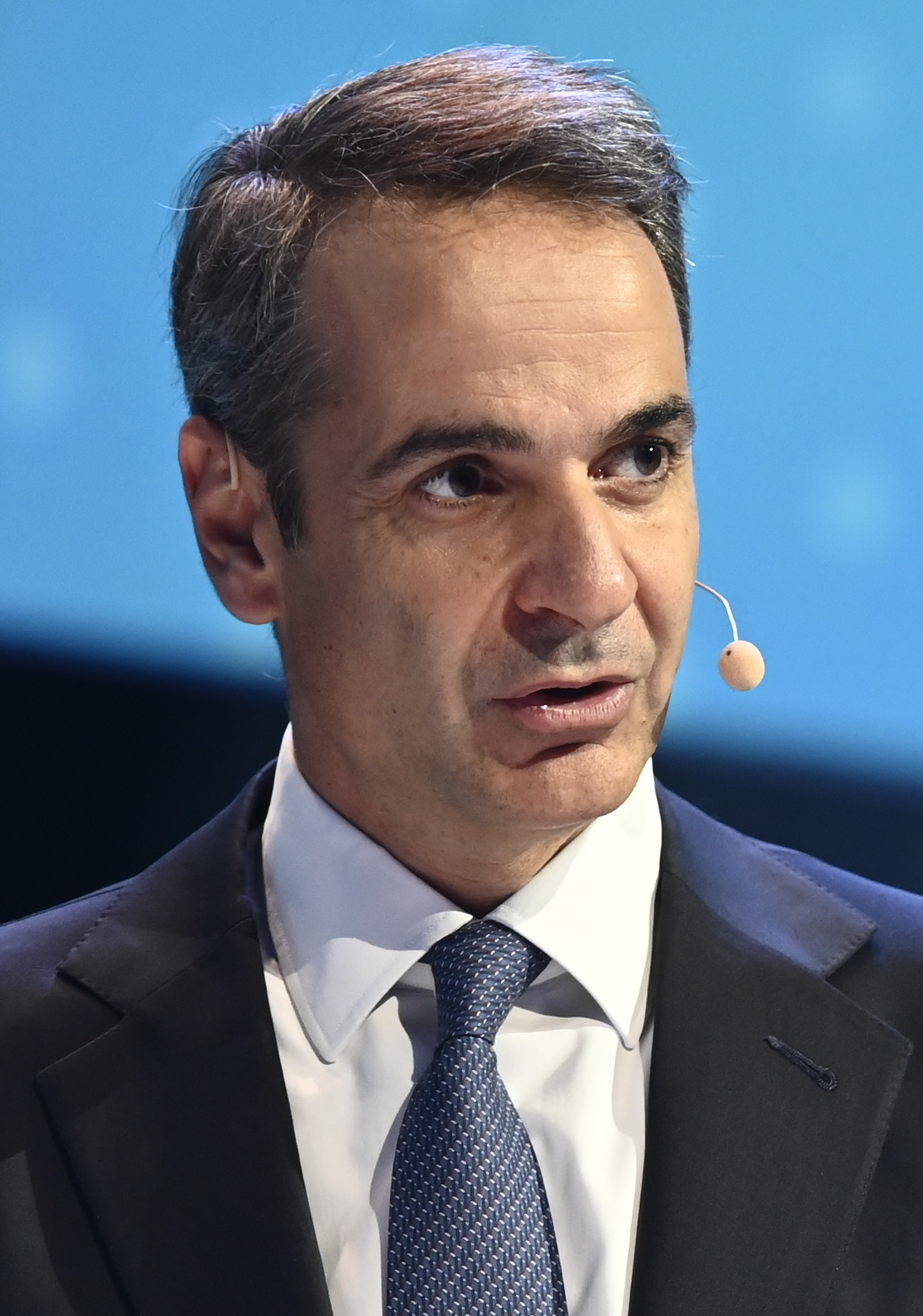
Grécia Kyriakos Mitsotakis, Primeiro-ministro
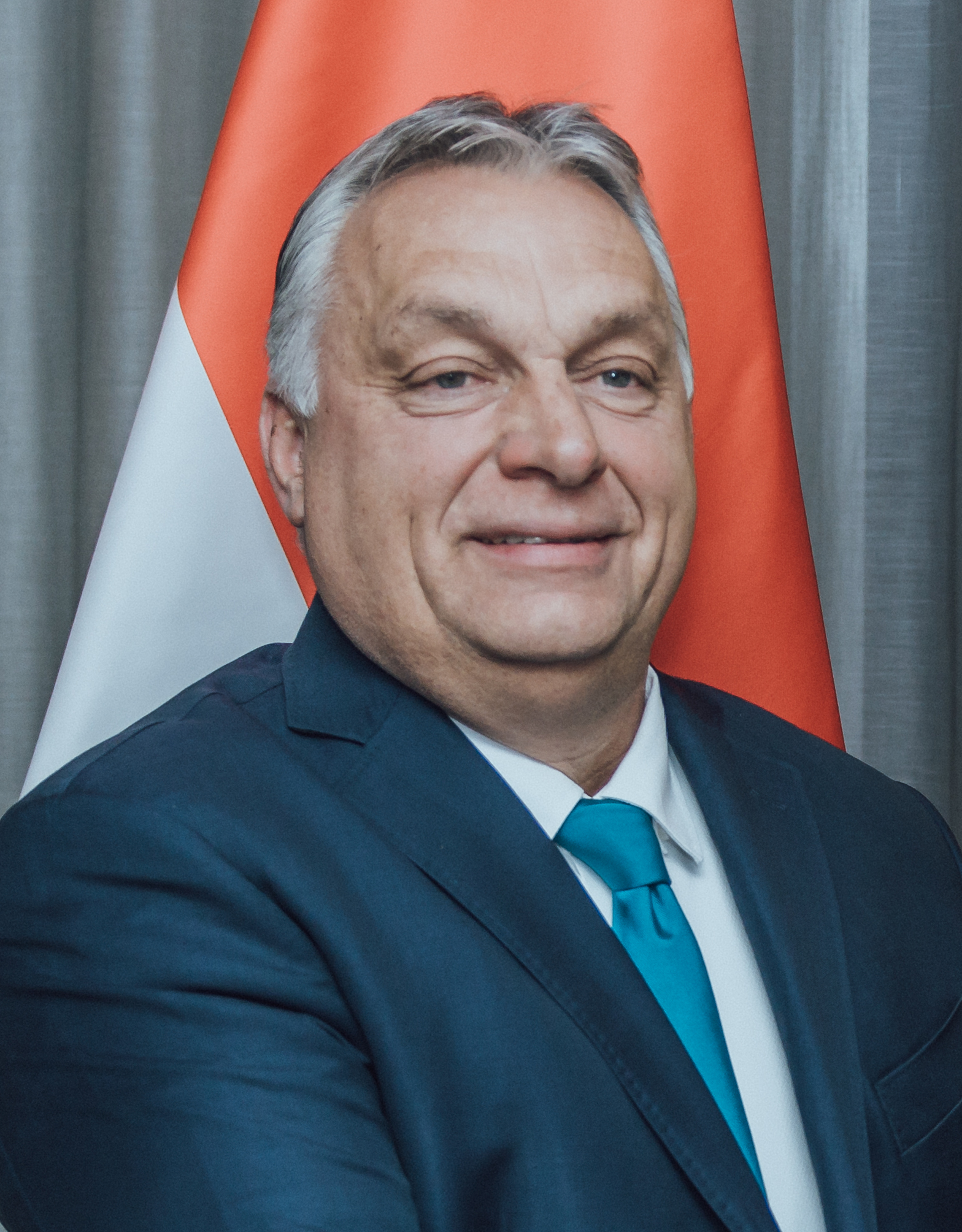
Hungria Viktor Orbán, Primeiro-ministro
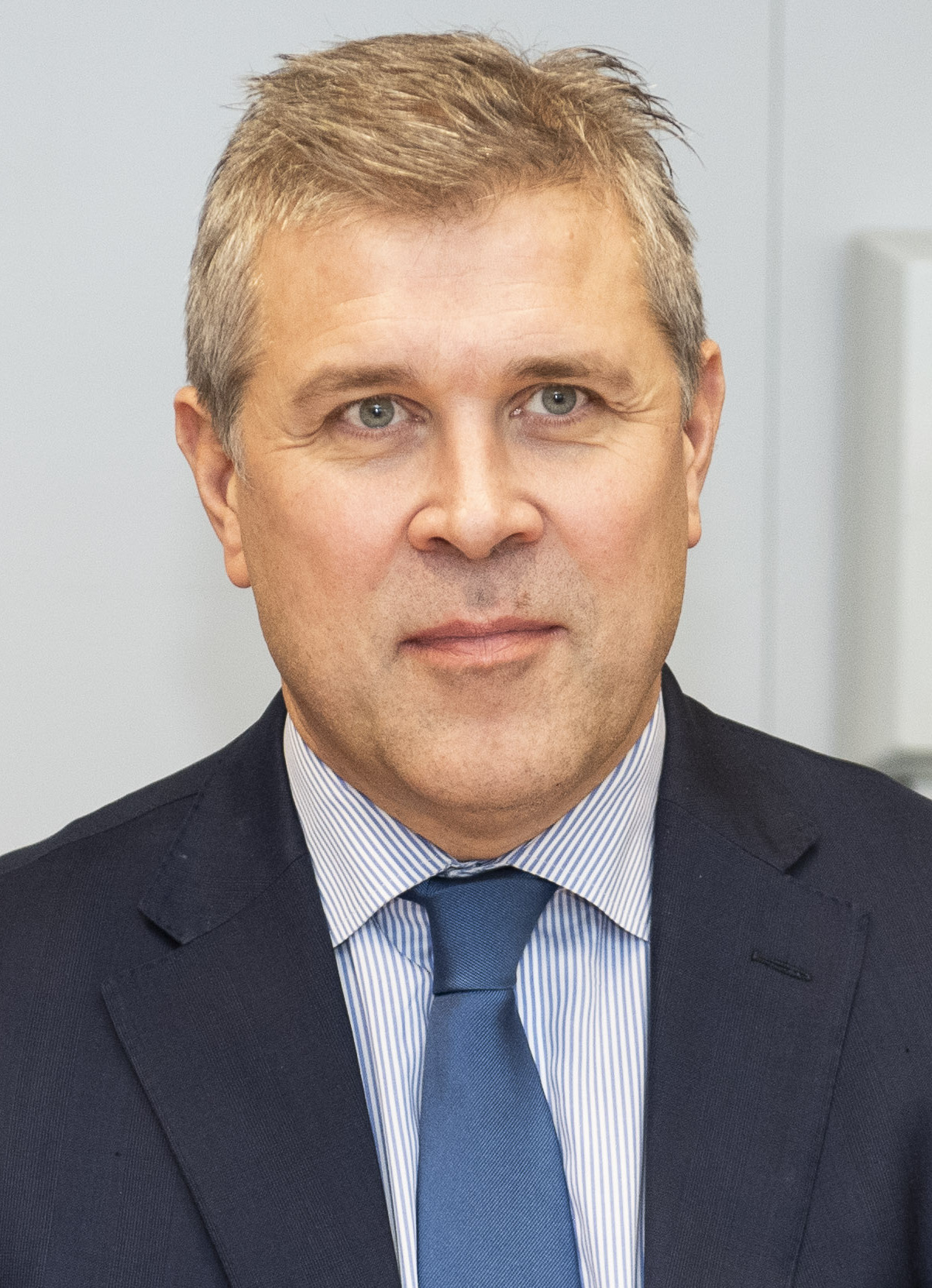
Islândia Bjarni Benediktsson, Primeiro-ministro
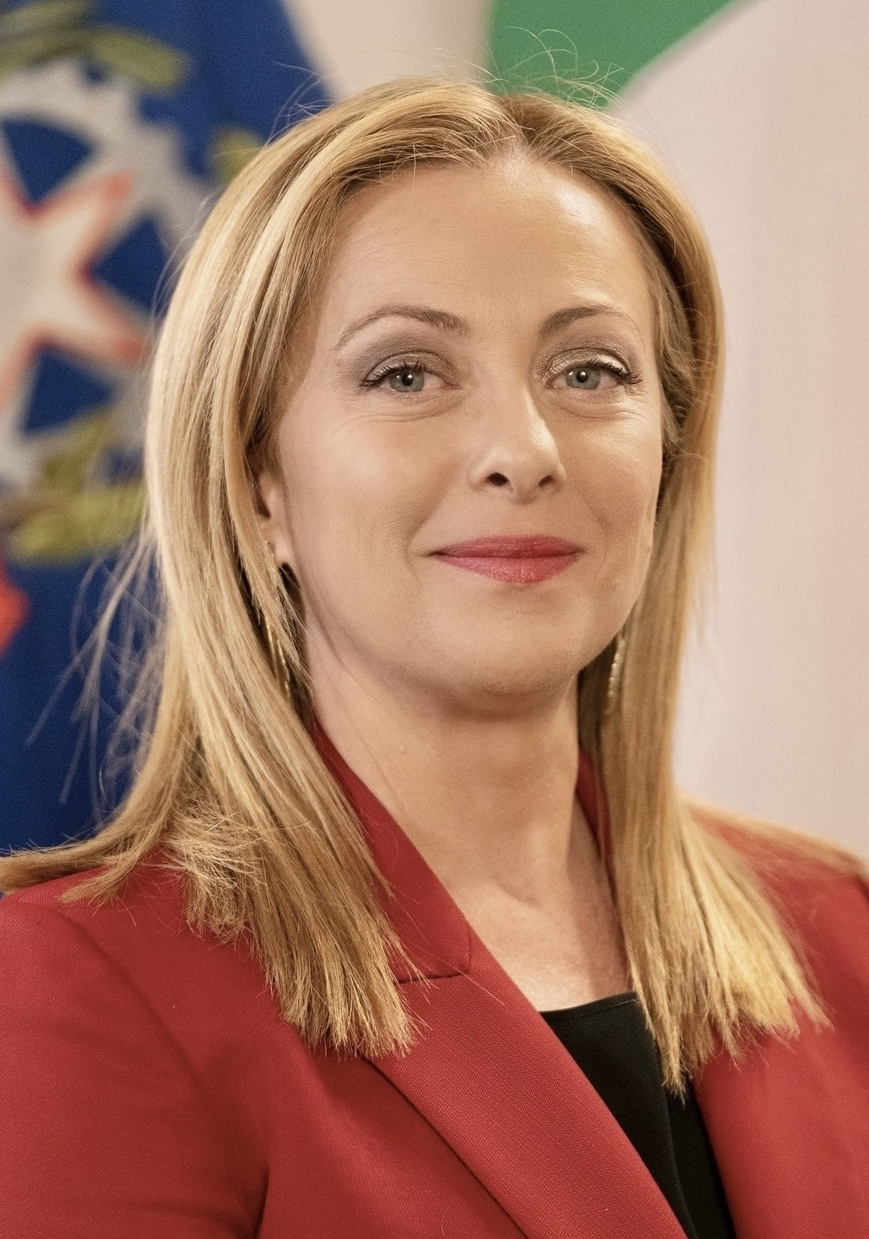
Itália Giorgia Meloni, Primeira-ministra
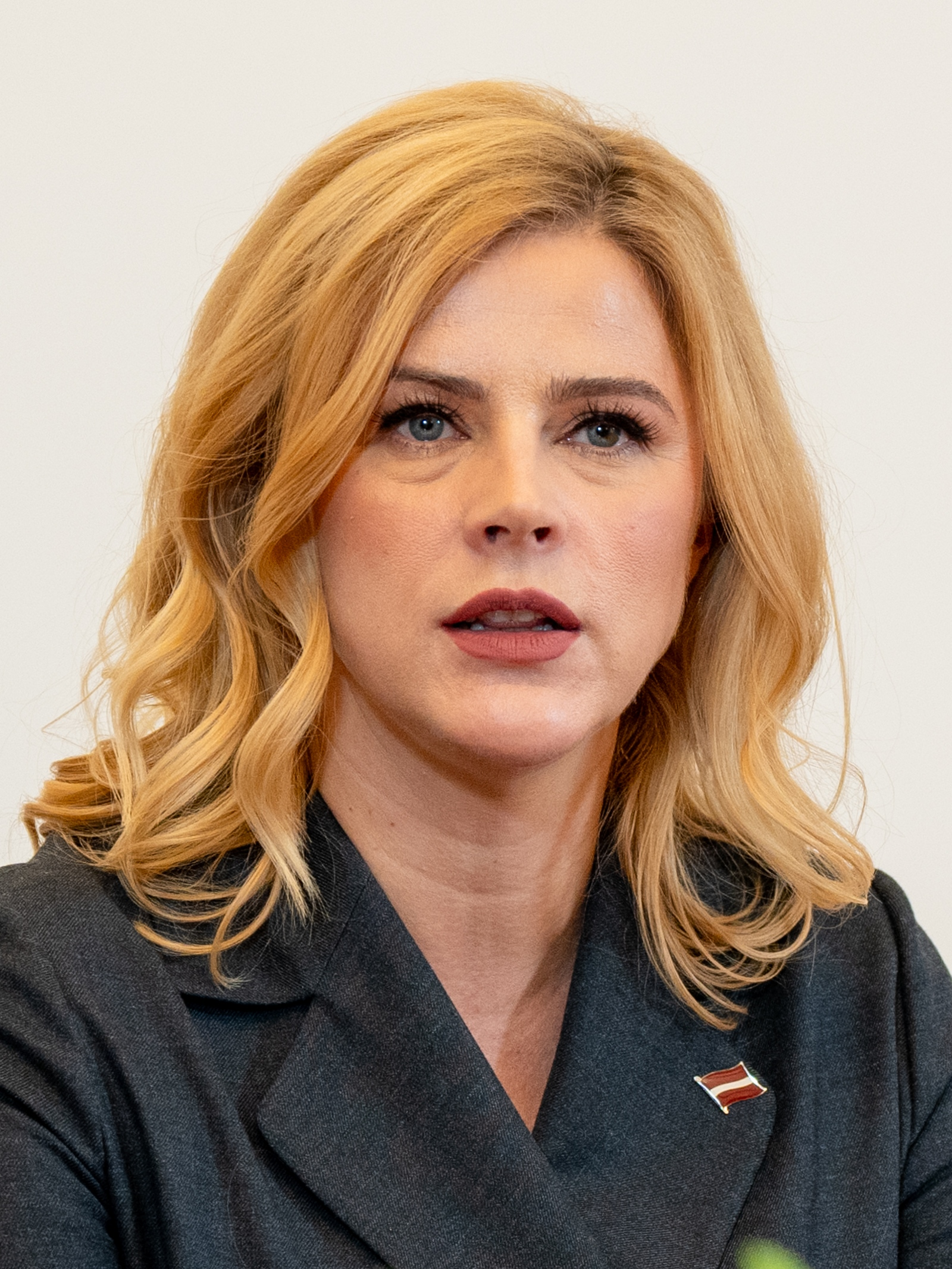
Letônia Evika Siliņa, Primeira-ministra
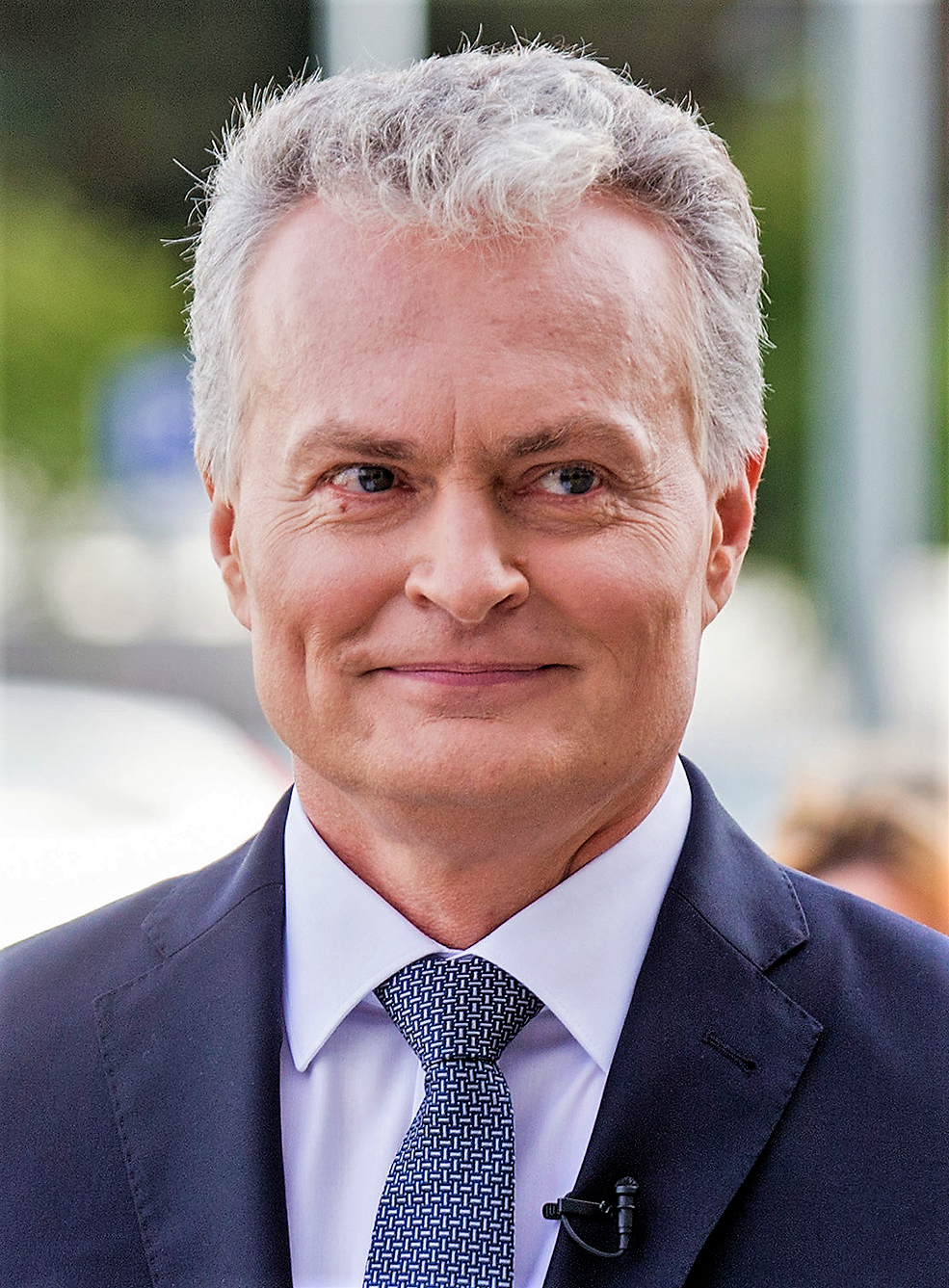
Lituânia Gitanas Nausėda, Presidente[b]
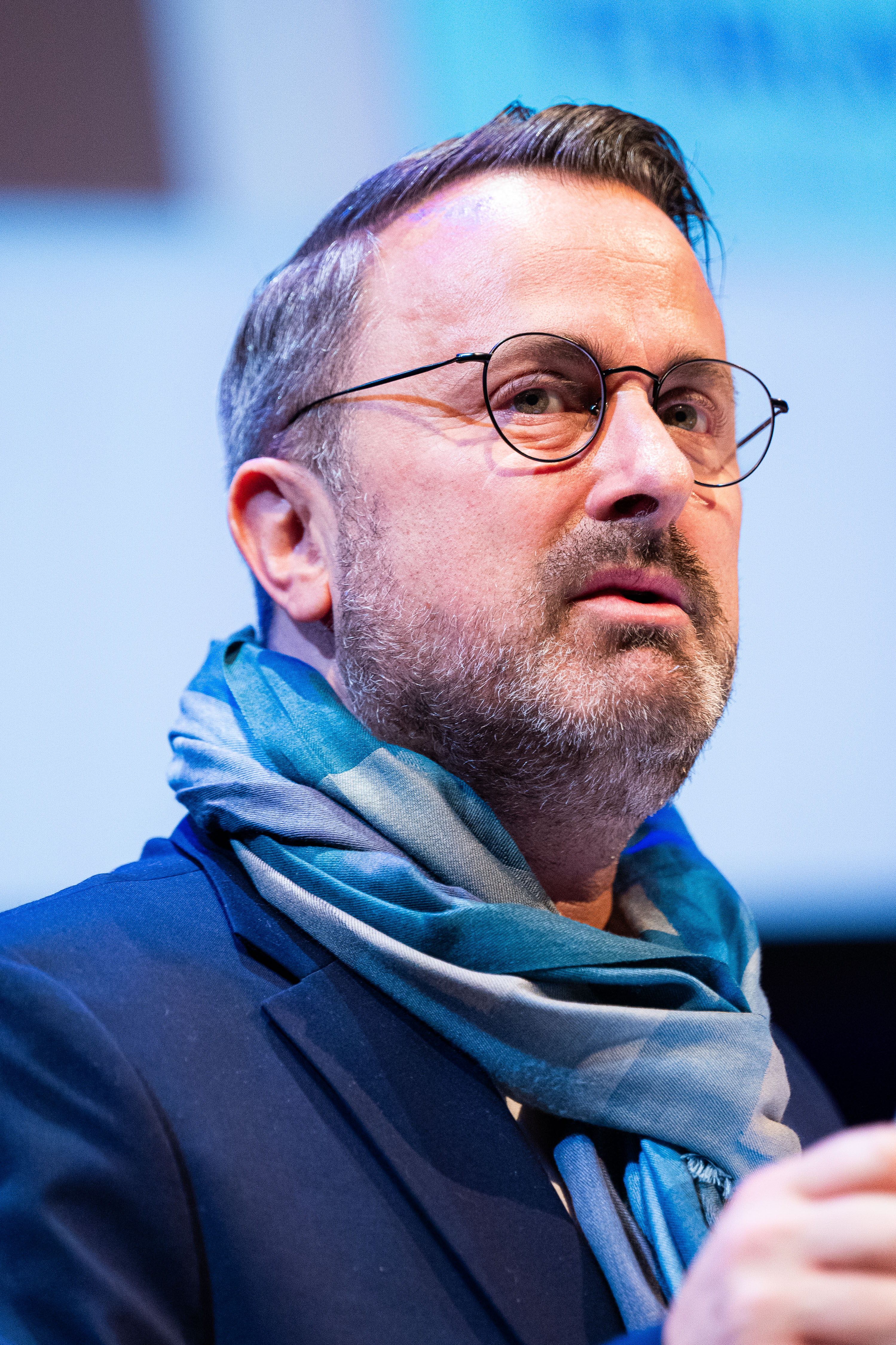
Luxemburgo Xavier Bettel, Primeiro-ministro
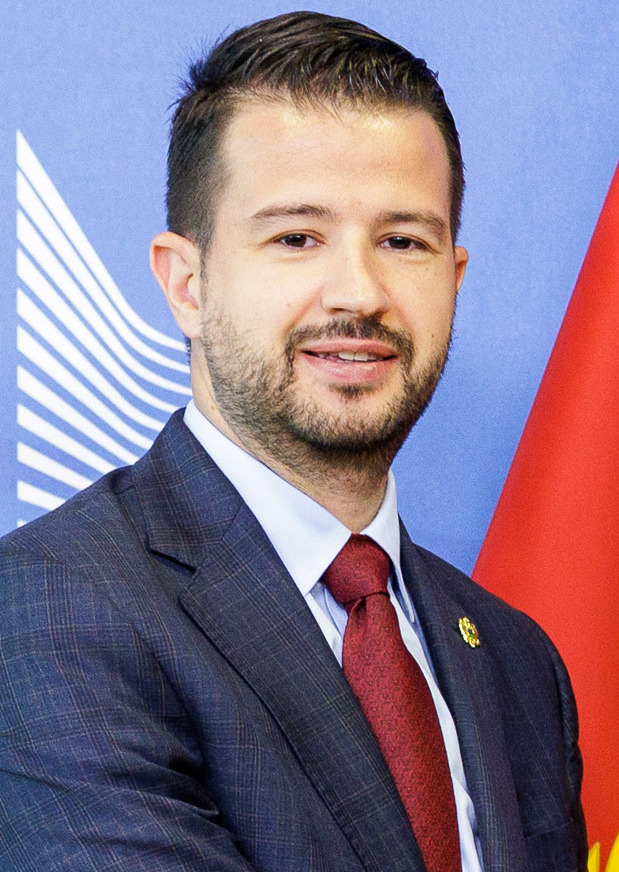
Montenegro Jakov Milatović, Presidente
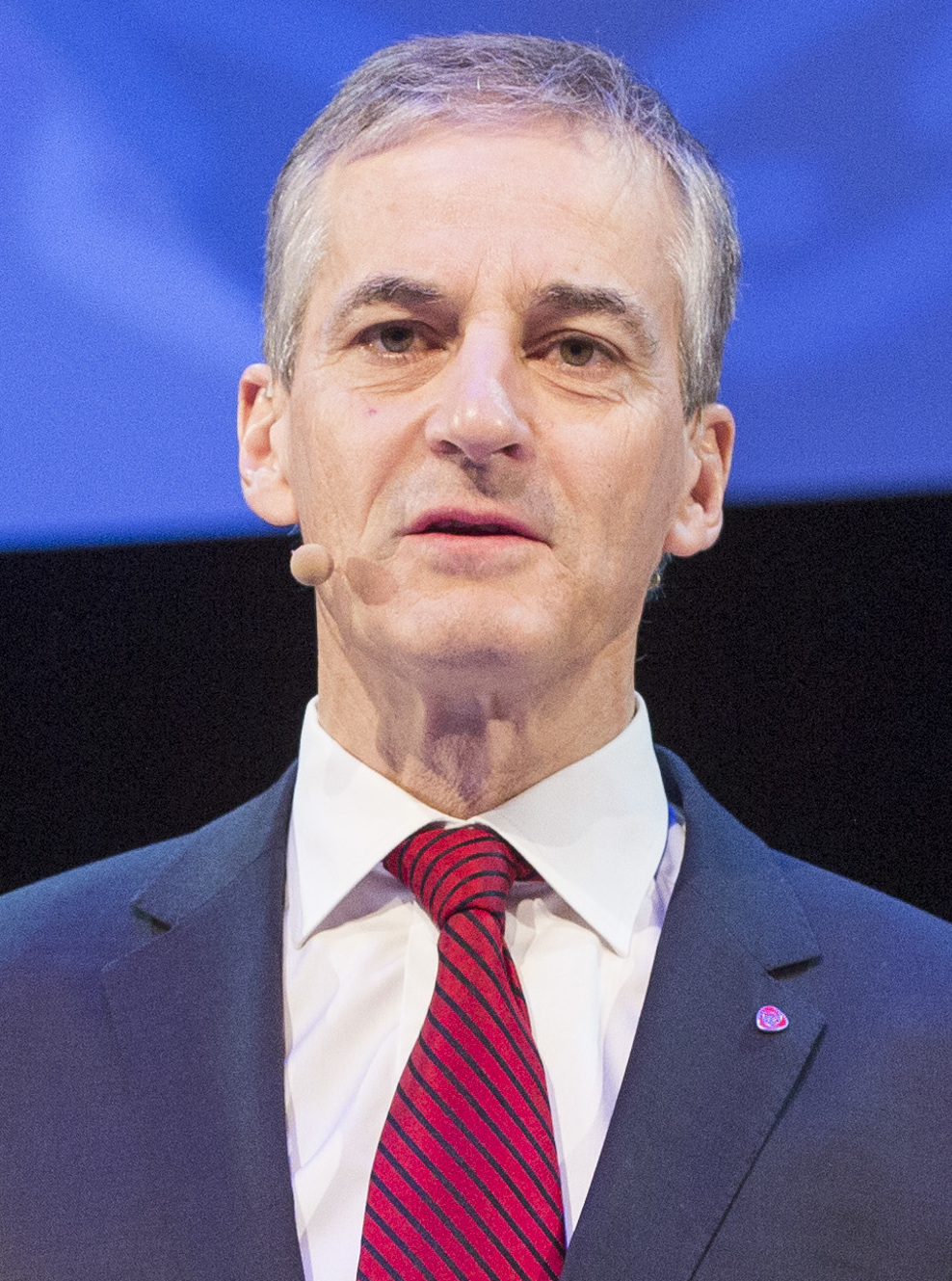
Noruega Jonas Gahr Støre, Primeiro-ministro
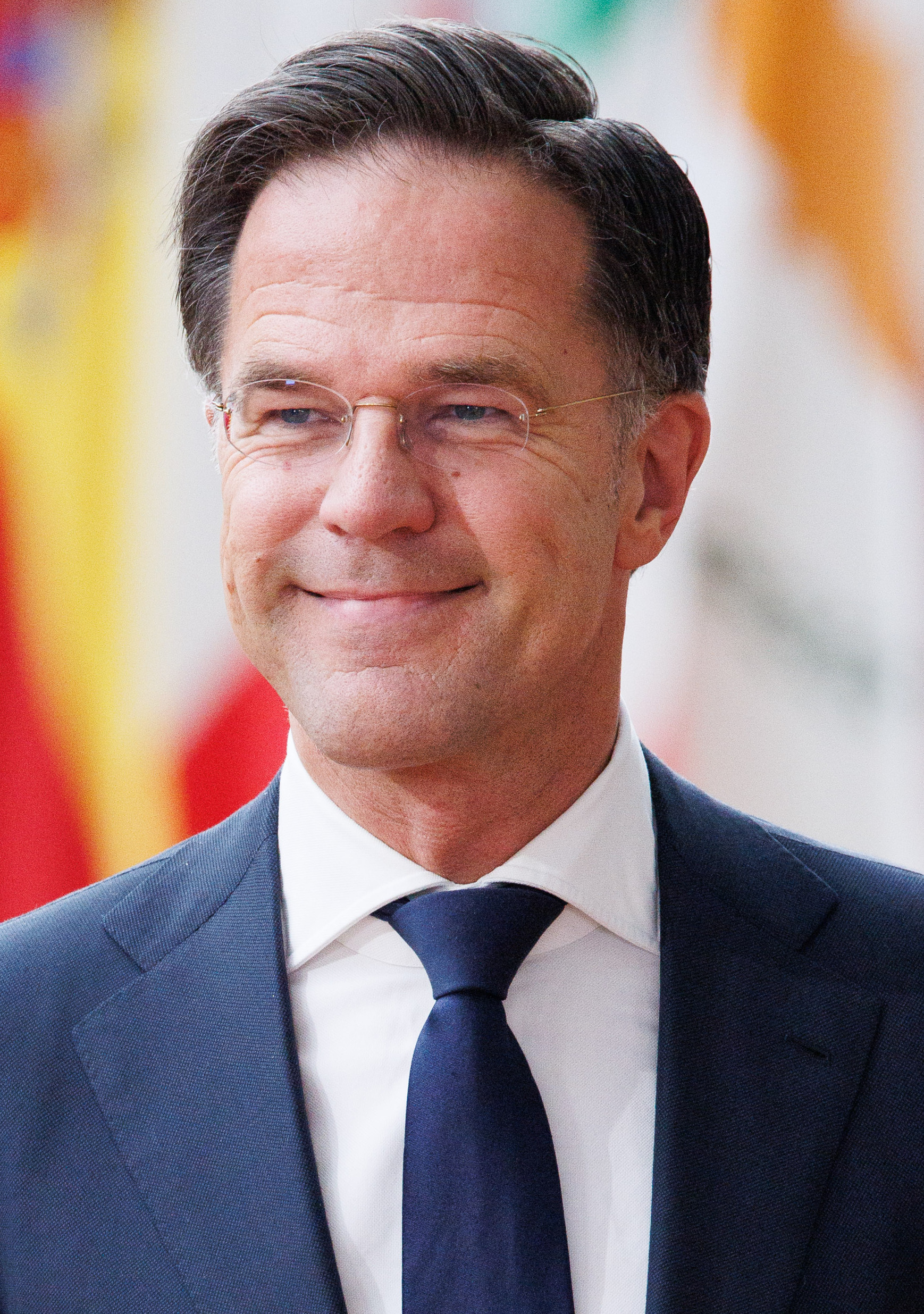
Países Baixos Mark Rutte, Primeiro-ministro
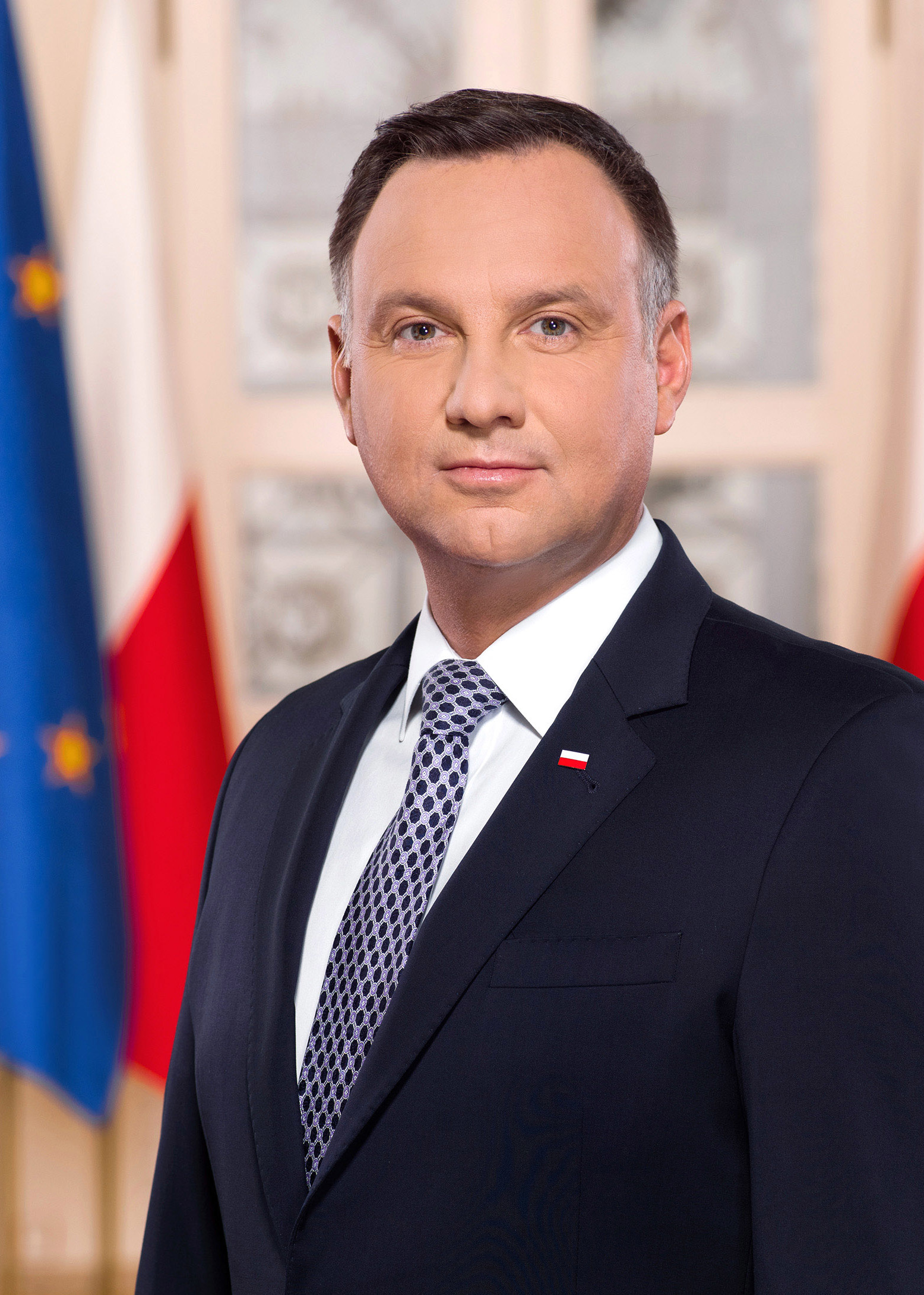
Polónia Andrzej Duda, Presidente
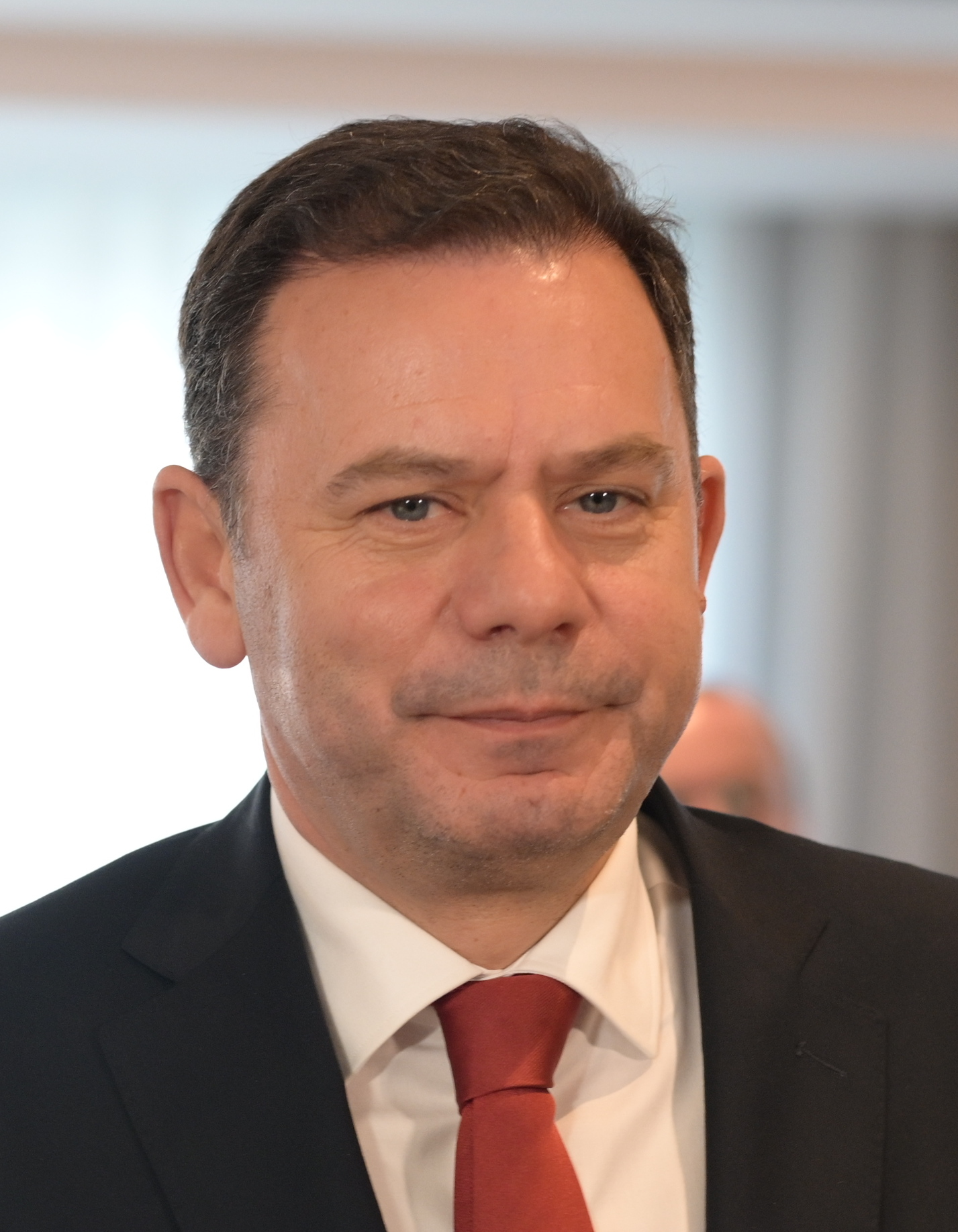
Portugal Luís Montenegro, Primeiro-ministro
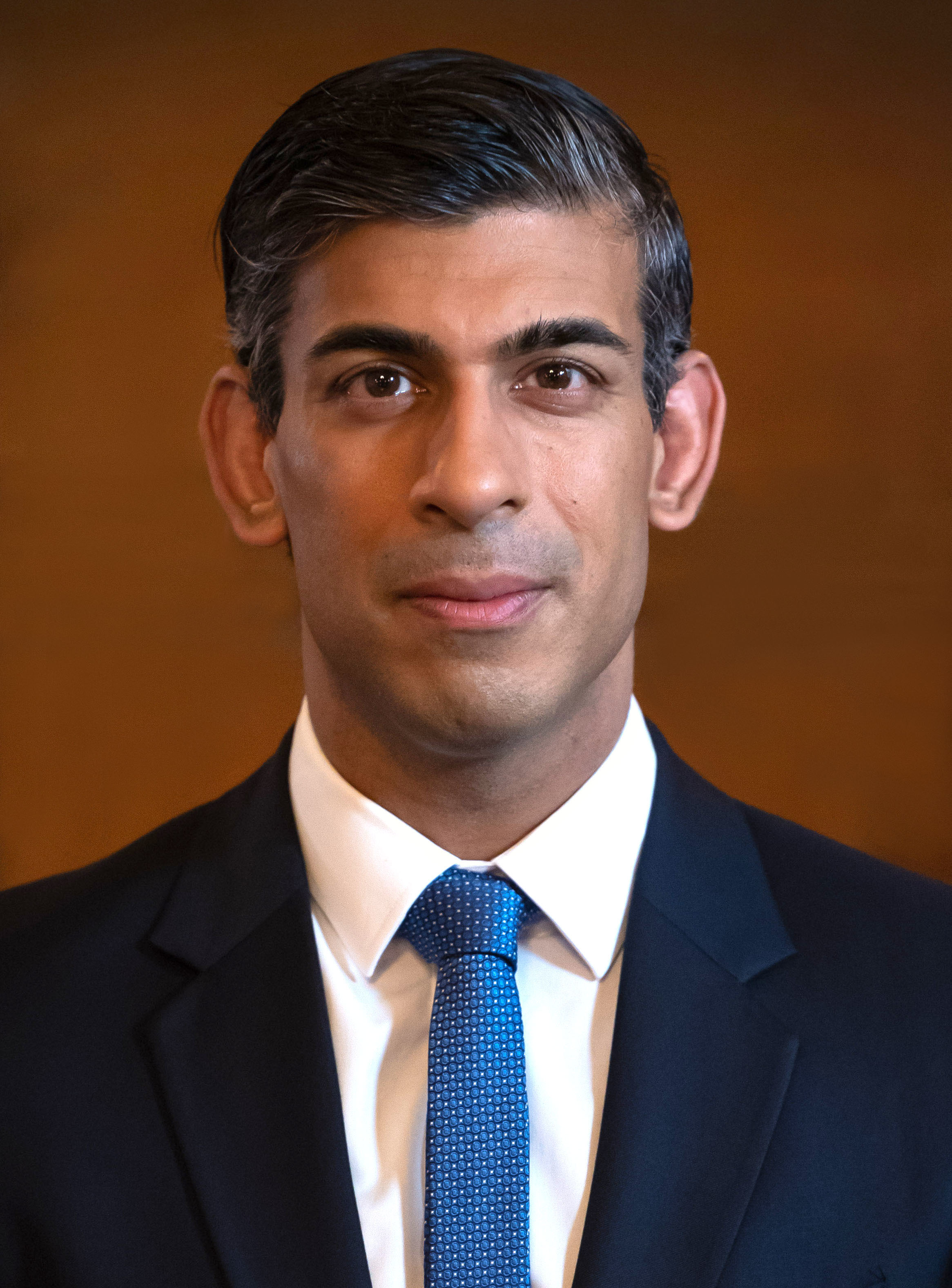
Reino Unido Rishi Sunak, Primeiro-ministro
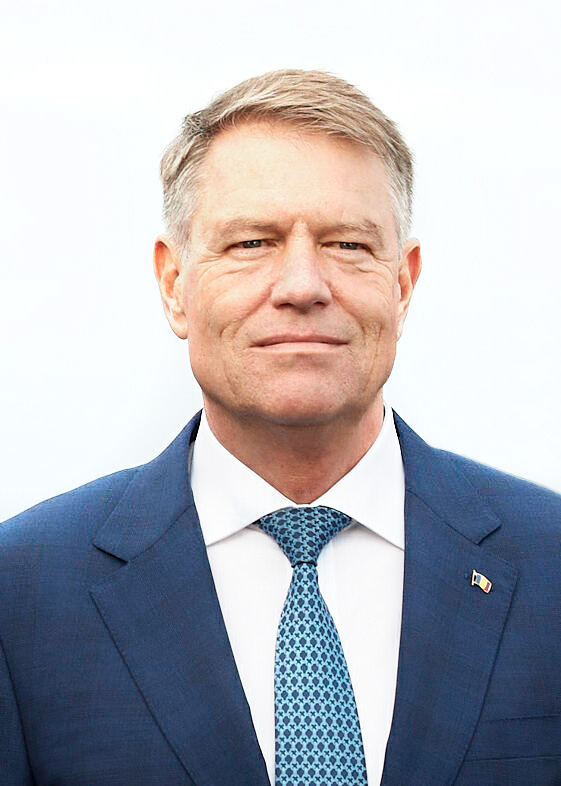
Roménia Klaus Iohannis, Presidente
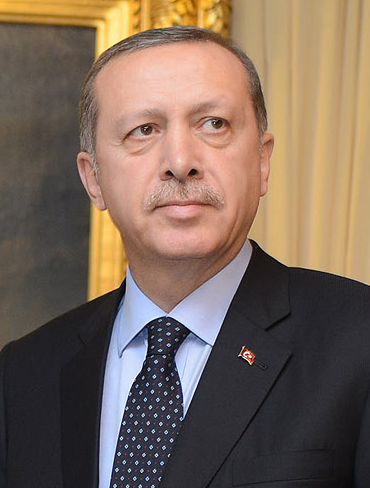
Turquia Recep Tayyip Erdoğan, Presidente

### Convidados

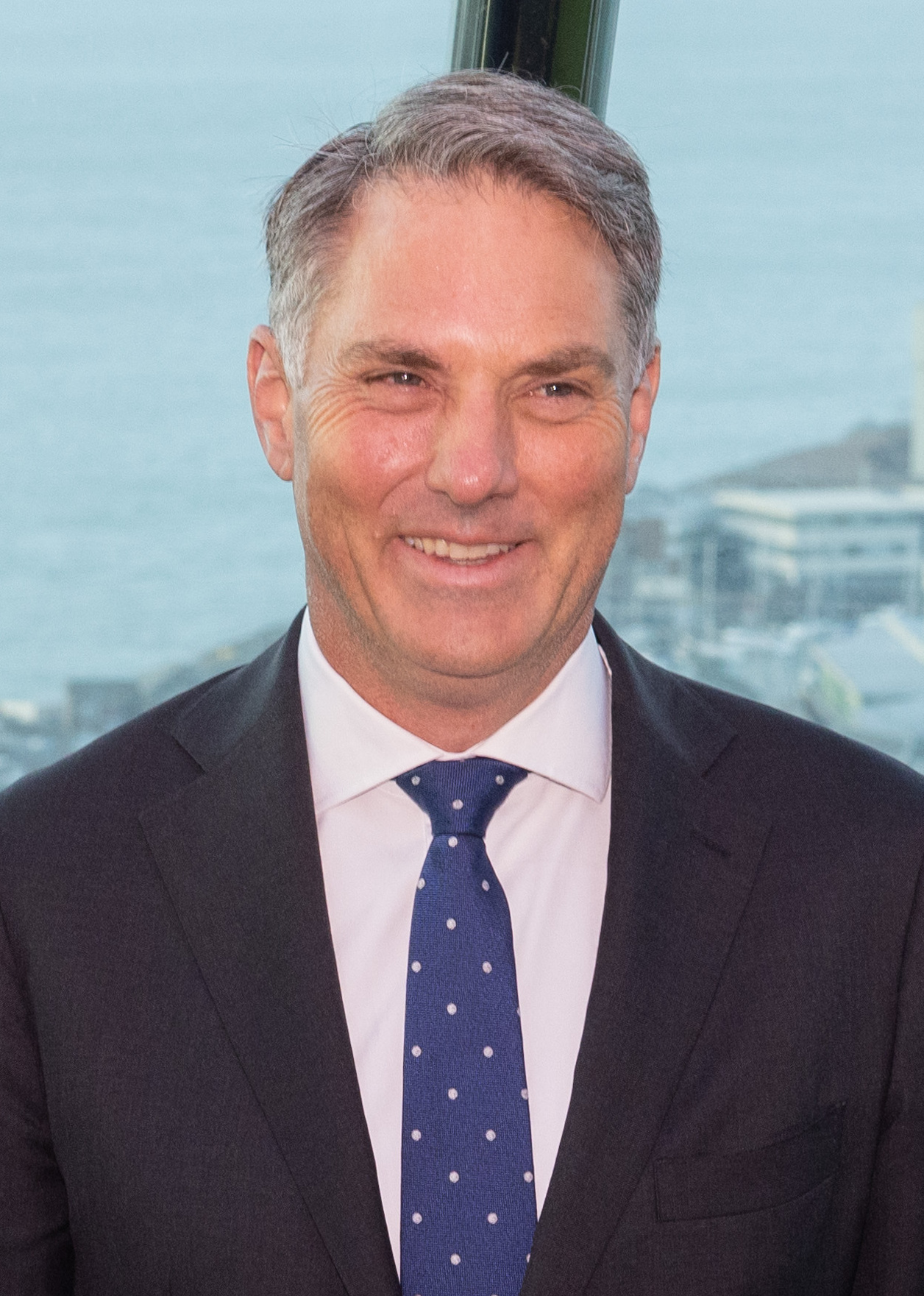
AUS Richard Marles, Vice-Primeiro-ministro
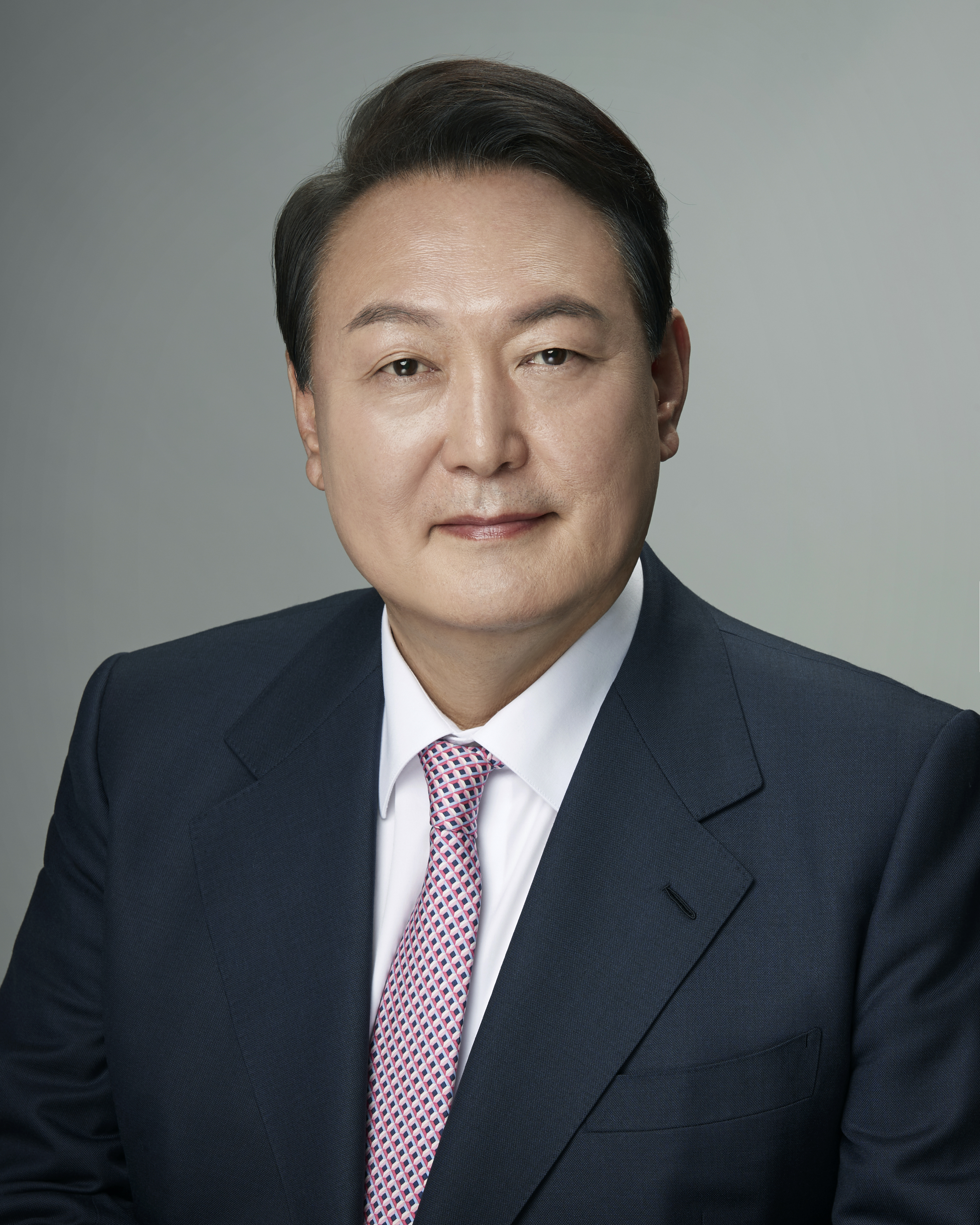
KOR Yoon Suk-yeol, Presidente
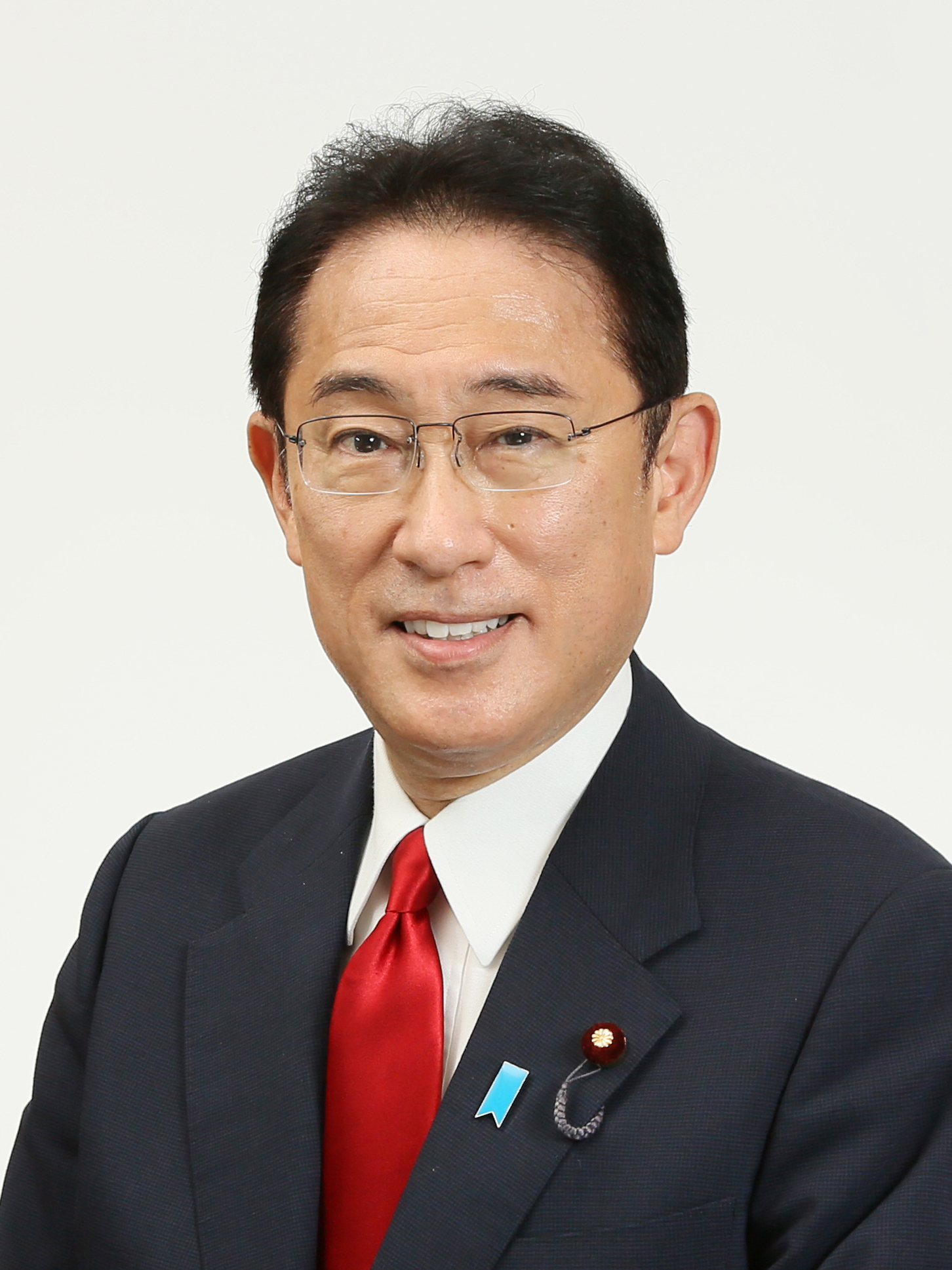
JPN Fumio Kishida, Primeiro-ministro
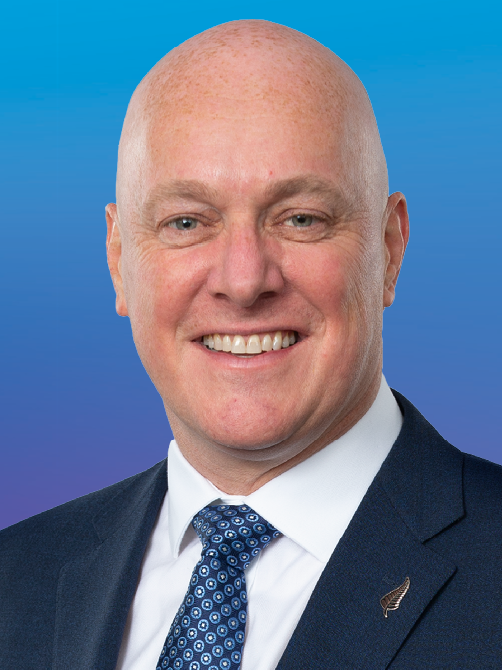
NZL Christopher Luxon, Primeiro-ministro
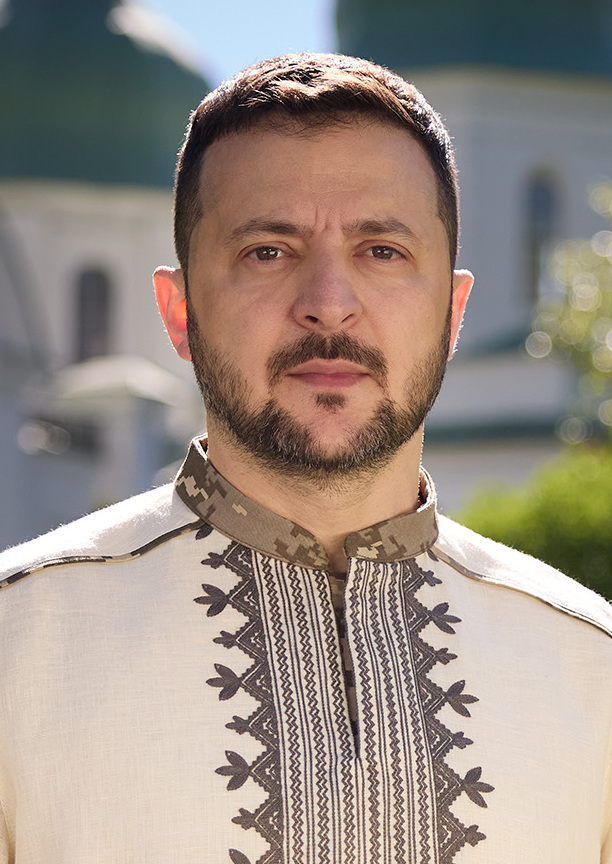
UKR Volodymyr Zelenskyy, Presidente
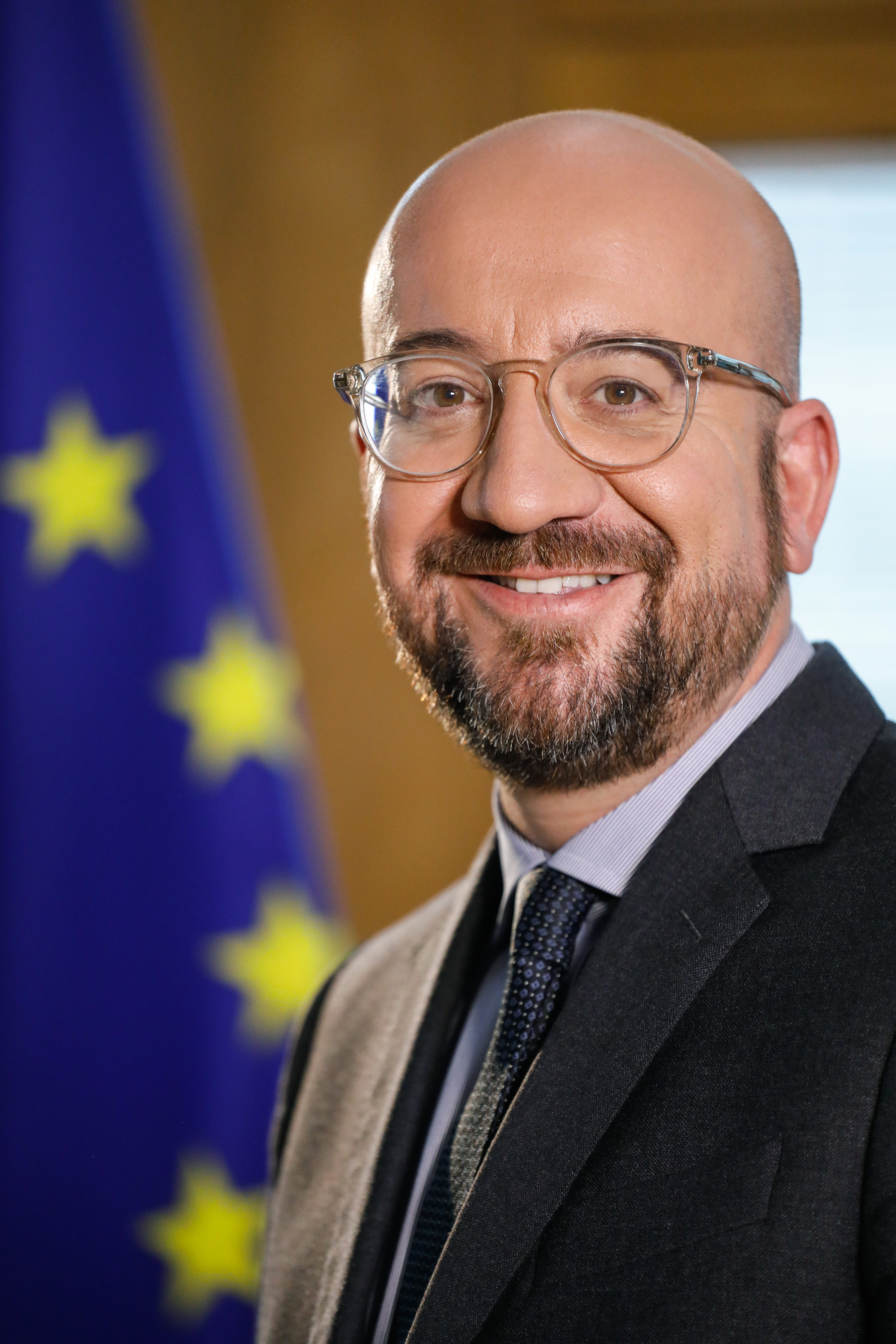
' Charles Michel, Presidente do Conselho
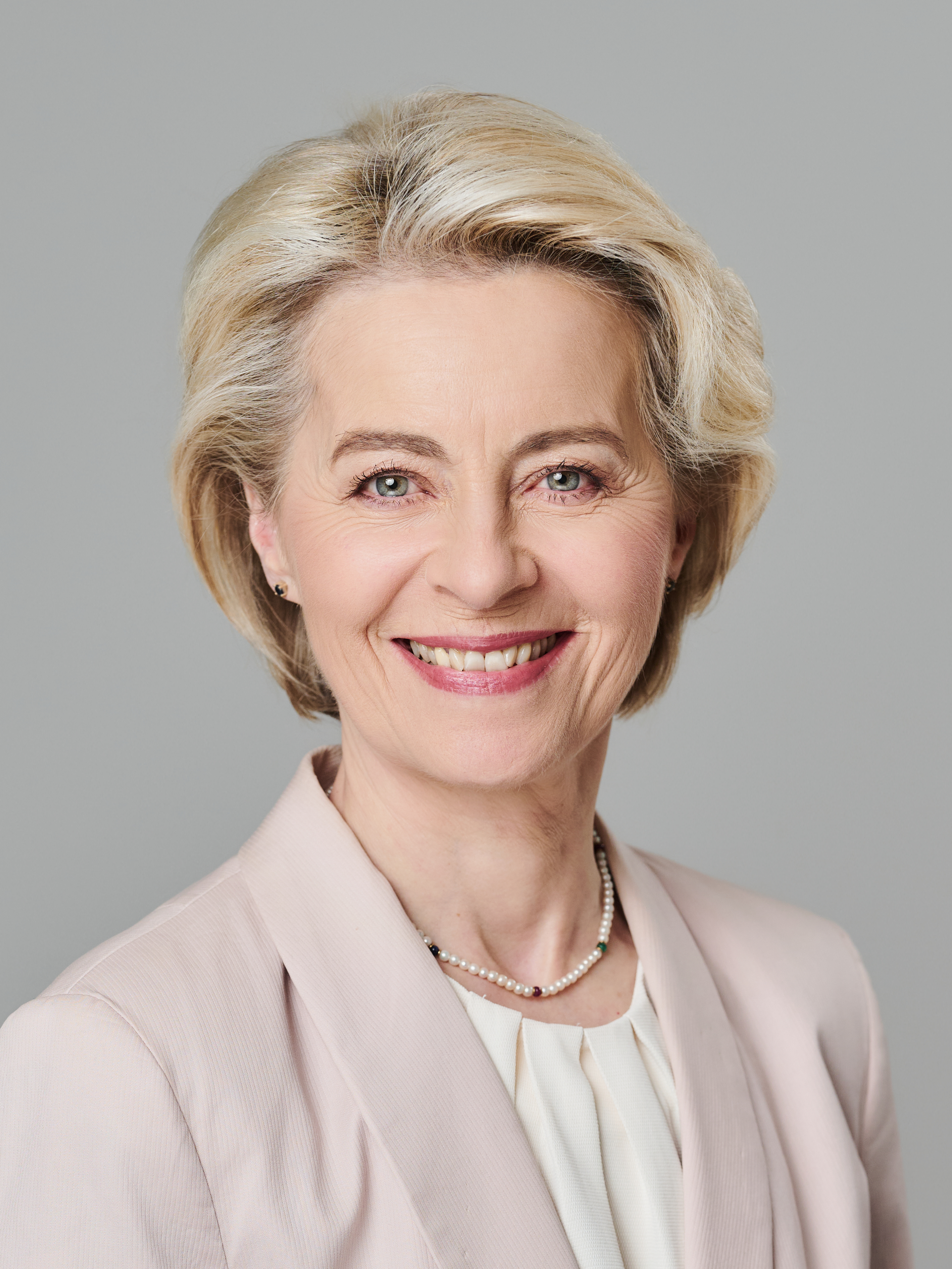
' Ursula von der Leyen, Presidente da Comissão

- Austrália
Richard Marles, Vice-Primeiro-ministro
- Coreia do Sul
Yoon Suk-yeol, Presidente
- Japão
Fumio Kishida, Primeiro-ministro
- Nova Zelândia
Christopher Luxon, Primeiro-ministro
- Ucrânia
Volodymyr Zelenskyy, Presidente
- União Europeia
Charles Michel, Presidente do Conselho
- União Europeia
Ursula von der Leyen, Presidente da Comissão